# عدوى (فلم)
عدوى (بالإنجليزية: Contagion) هو فيلم تشويق أميركي من إخراج ستيفن سودربرغ إنتاج عام 2011. يضم طاقم عمل الفيلم كلا من ماريون كوتيار، براين كرانستون، مات ديمون، لورنس فيشبورن، جود لو، كيت وينسليت، غوينيث كيت بالترو. تدور أحداث الفيلم عن وباء بفعل فيروس ينتقل عبر اللمس والهواء ومحاولات الباحثين والمختصين للسيطرة على الوباء واحتواء التداعيات السلبية على النظام الاجتماعي وتقديم مصل لإيقاف انتشار المرض. نتابع في الفيلم عدة خطوط ومسارات للأحداث.

## القصة
بعد عودتها من رحلة عمل في هونغ كونغ، تتوقف بيث إيمهوف (غوينيث بالترو) موظفة لدى AIMM مؤقتاََ في شيكاغو للقاء عشيقها السابق قبل أن تعود إلى عائلتها في منيابولس. يبدو أنها أصيبت بالبرد خلال رحلتها. يُصاب ابنها البالغ من العمر ست سنوات من زواج سابق، كلارك، بالمرض ويُرسل إلى المنزل من المدرسة. تزداد حالة بيث سوءا وبعد يومين تتدهور بشدة، فيهرع بها زوجها ميتش (مات دامون) إلى المستشفى، لكنها تموت لسبب غير معروف.
يعود ميتش إلى المنزل ويجد أن ابنه كلارك مات أيضًا من إصابة مماثلة. يتم وضع ميتش في عزل ويتبين أنه محصن ضد المرض فيطلق سراحه ويعود إلى منزله لابنته المراهقة جوري (آنا جاكوبي هيرون) رغم أنهم غير متأكدين مما إذا كانت قد ورثت مناعته تقرر البقاء مع والدها. يصارع ميتش لمعرفة عما إذا كانت زوجته غير مخلصة له، ويكافح لكي يحمي ابنته من العدوى في الوقت نفسه، يبدأ كل من كان على اتصال بإيمهوف في نشر المرض في جميع أنحاء العالم.
في أتلانتا، يجتمع ممثلو وزارة الأمن الداخلي مع الدكتور إليس شيفر (لورنس فيشبورن) من مركز السيطرة على الأمراض ويتخوفوا من أن يكون هذا المرض هو هجوم إرهابي بالأسلحة البيولوجية خلال عطلة نهاية الأسبوع وعيد الشكر. أرسل الدكتور شيفر د. إرين ميرز (كيت وينسلت)، ضابط مخابرات الوباء، إلى منيابولس لبدء التحقيق. تتتبع ميرز تفشي المرض لتصل إلى إيمهوف، ولكن بعد إقامة معسكرات الفرز في أماكن كبيرة، تصاب الطبيبة ميرز ولكن يؤجل إخلاؤها بسبب إغلاق المطارات. تموت فيما بعد وتدفن في مقبرة جماعية. مع إصابة المزيد والمزيد من الأشخاص دون أي علاج في الأفق، ينفرط عقد النظام الاجتماعي، تنتشر حالات النهب للمتاجر والمنازل انتشارا واسع النطاق. ينقل الرئيس الأمريكي تحت الأرض بينما تعاني خدمات الطوارئ من نقص في الموظفين ولم تعد تستجيب. يحاول ميتش وجوري الهرب إلى ويسكنسن، لكن الحدود مغلقة.
في مركز السيطرة على الأمراض، يحدد الدكتور ألي هيكتال (جينيفر إيهلي) أن الفيروس عبارة عن مزيج من المواد الوراثية من فيروسات الخنازير والخفافيش. يتوقف العمل على علاج لأن العلماء لا يستطيعون عمل زراعة خلايا يمكن أن ينمو فيها فيروس التهاب السحايا والدماغ المصاب حديثًا (MEV-1).
ينتهك أستاذ UCSF الدكتور إيان سوسمان (إليوت غولد) أوامر من مركز السيطرة على الأمراض لتدمير عيناته، وفي اليوم 12، مع أكثر من 8 ملايين مصاب بالفعل، يتمكن من زرع خلايا ينمو فيه MEV-1 باستخدام خلايا الخفافيش. يستخدم Hextall الاختراق لبدء العمل على اللقاح. قرر علماء آخرون أن الفيروس ينتشر عن طريق اللمس مع عدد التكاثر الأساسي من أربعة، وتوقع أن 1 في 12 (8.3 ٪) من العالم سوف يصاب، مع معدل وفيات 25-30 ٪.
ينشر عالم نظرية المؤامرة آلان كرومويد (جود لو) مقاطع فيديو عن الفيروس في مدونته الشعبية. في أحد مقاطع الفيديو، يقوم بإعداد خدعة مزيفة، يظهر نفسه أولاً «مريضًا» ويظهر لاحقًا «يشفي» نتيجة لاستخدام مكمل عشبي مشتق من نبات الفورسيثيا. في حالة من الذعر، يطغى الأشخاص الذين يبحثون عن فورسيثيا على الصيدليات. مزاعم كرومويد تجذب الانتباه الوطني. خلال مقابلة تلفزيونية، كشف أن الدكتور شيفر أخبر سرا خطيبه بمغادرة شيكاغو قبل الحجر الصحي للمدينة. تم إبلاغ شيفر بأن الحكومة قد تتهمه بتسريب المعلومات.
في وقت لاحق، يكشف الفيلم أن كرومويد زيّف إصابته في محاولة لزيادة أرباح مستثمري فورسيثيا وقد حقق أرباحًا شخصية بمبلغ 4 ملايين دولار. يلقى القبض عليه بتهمة التآمر والغش في الأوراق المالية والقتل الخطأ، ولكن يطلق سراحه بعد ان يدفع مؤيدوه الكتر كفالة.
باستخدام فيروس مخفف، تتمكن الدكتورة هيكستال من صنع القاحًا محتملا وحتى تختصر عملية الاختبارات الطويلة تحقن نفسها وتزور والدها المصاب، لا يظهر عليها اعراض مرض MEV-1، ويتم إعلان نجاح اللقاح.
لا يمكن أن يلبي الإمداد باللقاح الطلب، لذا يمنح مركز السيطرة على الأمراض التطعيمات من خلال يانصيب تاريخ الميلاد لسنة واحدة (المستجيبون الأولون والأطباء وغيرهم معفون). في هذه الأثناء، يتصالح ميتش وجوري على أمل عودة الحياة إلى طبيعتها.
في نفس الوقت، سافرت الدكتورة ليونورا أورانتيس (ماريون كوتيارد)، عالمة الأوبئة في منظمة الصحة العالمية، إلى هونغ كونغ لمتابعة خطى بيت إيمهوف. تتعاون مع صن فنغ، المسؤولة الصينية، وغيره من أخصائيي الأوبئة المحليين لتحديد إمهوف على أنها مريض صفري، مع لقطات أمنية تظهر لها على اتصال مع الضحايا الثلاثة التالية في كازينو ماكاو. قبل أن يتمكن أورانتس من المغادرة، يختطفها فنغ، مستخدماً لها كوسيلة ضغط للحصول على لقاحات MEV-1 (المتوقعة) لقريته. تقضي أورانتيس أشهرًا من العيش مع القرويين حتى يصل اللقاح، ثم يتم إطلاقها. عندما أخبرها زميلها أن عمليات الخطف المماثلة كانت واسعة الانتشار وأن الجرعات كانت دواءً مستعارًا، فإن أورانتز تهرع لتحذير القرويين الذين أقامت معهم علاقة رعاية.
بحلول اليوم 26، وصل عدد القتلى إلى 2.5 مليون على الأقل في الولايات المتحدة و26 مليون في جميع أنحاء العالم. يستغرق اكتشاف اللقاح وإنتاجه وتوصيله الأولي حتى يوم 133، وتستمر اللقاحات حتى يوم 500 تقريبًا. ولا يُرى عدد القتلى النهائي. في الفلاش باك، تم الكشف عن مصدر الفيروس: تقوم جرافة AIMM بإزالة بعض الغاب وتزعج الخفافيش، التي تأخذ الطعام من شجرة موز. يطير الخفاش فوق خنزير، ويسقط جزءًا كبيرًا من الموز، ثم يتم أكله بواسطة خنزير صغير. يشتري الطاهي من كازينو ماكاو الخنزير الصغير. بينما يتعامل مع الذبيحة في المطبخ، لا يغسل يديه عند الاتصال به لمقابلة أحد العملاء - Beth Emhoff. يصافح الطاهي بيث، ويعطيها مزيجًا من فيروسات الخفافيش والخنازير، مما يجعل مريضها صفرًا.

## الممثلون والشخصيات
- ماريون كوتيار
- مات ديمون
- لورنس فيشبورن
- جود لو
- جوينيث بالترو
- عمرو واكد

## الميزانية والإيرادات
بلغت تكلفة إنتاج الفيلم حوالي 60 مليون دولار بينما حقق أرباحا تقدر بـ 135,458,097 دولار.

## عودة الشهرة
انتعشت شهرة الفلم عام 2020م، بعد انتشار فيروس كورونا، وعُرف ذلك بسبب الإقبال الكثير على تأجير الفلم في موقع جوجل بلاي، وآي تيونز في شهر فبراير.

## وصلات خارجية
- الموقع الرسمي
- عدوى على موقع IMDb (الإنجليزية)
- عدوى على موقع ميتاكريتيك (الإنجليزية)
- عدوى على موقع الموسوعة البريطانية (الإنجليزية)
- عدوى على موقع روتن توميتوز (الإنجليزية)
- عدوى على موقع نتفليكس (الإنجليزية)
- عدوى على موقع قاعدة بيانات الأفلام العربية
- عدوى على موقع ألو سيني (الفرنسية)
- عدوى على موقع Turner Classic Movies (الإنجليزية)
- عدوى على موقع أول موفي (الإنجليزية)
- عدوى على موقع بوكس أوفيس موجو (الإنجليزية)
- عدوى في موقع الطماطم الفاسدة
- عدوى في موقع ميتاكريتيك